# Лагунов, Николай Фёдорович
 Николай Фёдорович Лагунов  (1769— 22 мая 1836) — участник Отечественной войны 1812 года, генерал-майор.

## Биография
Родился в 1769 году в Ревеле. Образование получил дома. 
1 октября 1775 года определен на службу капралом в Ревельский гарнизонный полк. 14 октября 1776 года произведен в подпрапорщики, а 9 октября 1790 года в аудиторы. 
28 февраля 1795 года переименован в подпоручики, с переводом в Курский пехотный полк. 16 ноября того же года назначен полковым квартирмейстером. 14 и 15 сентября участвовал в сражении под Цюрихом. 19 декабря 1804 года произведен в полковники. 
4 мая 1808 года назначен состоять адъютантом при военном министре. 8 февраля 1809 года переведен в 1-й учебный батальон. 3 августа 1810 года назначен состоять при военном министре. 14 февраля адъютант при генерал-адъютанте бароне Е. И. Меллере-Закомельском. 20 октября 1812 года дежурный штаб-офицер 1 кавалерийского корпуса. В Отечественной войне 1812 года принимал участие в сражениях под Малоярославцем (12 и 13 октября) и Красном (3,4,5 и 6 ноября). 16 декабря 1813 года назначен адъютантом при герцоге Саксен-Кобургском.
23 января 1818 года дежурный штаб-офицер отдельного гвардейского корпуса. 18 февраля 1819 года переведен в пехотный принца Вильгельма Прусского полк. 8 июня 1822 года генерал-вагенмейстер 1 армии. 23 января 1826 года генерал-провиантмейстер той же армии. 14 апреля 1829 года произведен в генерал-майоры.
25 января 1834 года назначен членом полевого аудиториата, а 31 июля 1835 года состоять при военном министерстве. Скончался 22 мая 1836 года.

## Награды
- Орден Святого Владимира 4-й ст. (1809).
- Золотое оружие «За храбрость» (1812).
- Орден Святой Анны 2-й ст. (1813).
- Орден Святого Станислава 2-й ст. (1832).
- Австрийский орден Леопольда малого креста